# Trzmiel sześciozębny
Trzmiel sześciozębny (Bombus mastrucatus) – gatunek owada z rodziny pszczołowatych (Apidae). Zaliczany do pszczół właściwych (Apinae), plemienia trzmielowate (Bombini).

## Występowanie
W Europie trzmiel ten występuje w rejonach górzystych. Nie występuje w Wielkiej Brytanii i Irlandii. W Polsce podawany jest z Sudetów, Tatr i Podhala. Populacje żyjące w zachodniej Azji w 2023 r. uznano za odrębny gatunek. Zachował on nazwę naukową Bombus wurflenii, natomiast europejski gatunek otrzymał nazwę Bombus mastrucatus, wcześniej uznawaną za synonim B. wurflenii. 

## Wygląd

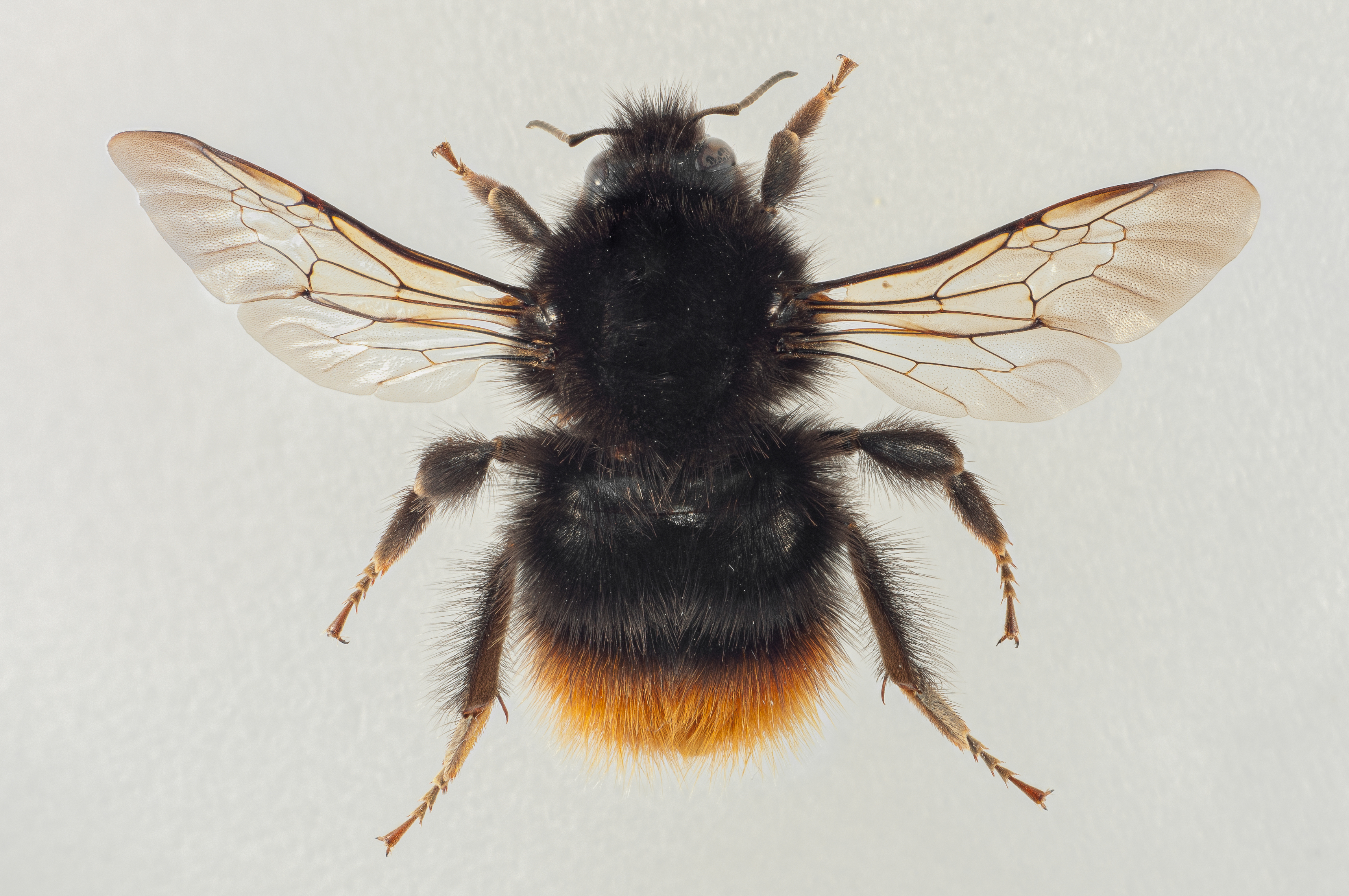

Duży gatunek o krótkim języczku. Ubarwienie czarne, z czerwonym zakończeniem odwłoka, u samców i robotnic może być dodatkowo domieszka żółtego koloru. Futerko o włoskach nierównej długości. Żuwaczki samic zaopatrzone w sześć zębów.

## Biologia
Trzmiel sześciozębny, jako jeden z nielicznych gatunków trzmieli, żeruje poza gniazdem również w czasie deszczu, a w Masywie Centralnym wydaje się nawet preferować pochmurną, deszczową pogodę. Jest związany z lasami. Potrafi wygryzać dziurki u nasady kwiatów rurkowatych, aby dostać się do ich nektaru. Pozwala mu to korzystać z nektaru kwiatów, do których nie mógłby dostać się normalną drogą z powodu zbyt krótkiego języczka. Zaobserwowano, że na początku sezonu wegetacyjnego kwiaty są rabowane losowo z lewej lub prawej strony, jednak w miarę upływu czasu osobniki w populacji zaczynają preferować jedną ze stron. Prawdopodobnie robotnice uczą się preferencji wobec jednej ze stron od siebie nawzajem, lub przez obserwację wcześniej zrabowanych kwiatów.